# خلیج فارس و مسائل آن
خلیج فارس و مسائل آن کتابی از همایون الهی است که در سال ۱۳۶۸ منتشر و در مراسم کتاب سال جمهوری اسلامی ایران به‌عنوان کتاب شایسته تقدیر معرفی شد.

## محتوا
کتاب شامل ۱۳ فصل است و موضوع‌هایی مثل موقعیت جغرافیایی، آب و هوا، جزایر و تاریخ سیاسی و نیز حضور دولت‌های فرامنطقه‌ای در خلیج فارس و سیاست‌ها و اهداف آنها را بررسی می‌کند. همچنین به اختلاف‌های ارضی، ریشه‌یابی آن‌ها، تحولات دهه آخر قرن بیستم، سال‌های اولیه قرن بیست و یکم، نقش دولت‌های منطقه و فرامنطقه‌ای در خلیج فارس می‌پردازد. کتاب دربرگیرنده آمارهایی در خصوص واردات و صادرات منابع خلیج فارس شامل، نفت و گاز، آمارهای جمعیتی و اختلاف‌های مرزی است.